# Simon Magakwe
Simon Petrus Magakwe (ur. 14 maja 1986) – południowoafrykański lekkoatleta; sprinter.
W 2009 roku zadebiutował na Mistrzostwach Świata, które odbyły się w Berlinie. Po przejściu eliminacji, odpadł jednak w fazie ćwierćfinałowej. Rok później Magakwe wystąpił na Mistrzostwach Afryki w Nairobi. Startując zarówno w biegu na 100, jak i na 200 m, zdobył dwa brązowe medale. W 2011 roku ponownie pojawił się na Mistrzostwach Świata – tym razem w południowokoreańskim Daegu. Swój start zakończył już w fazie eliminacyjnej. W czerwcu 2012 roku zdobył złoty medal na dystanie 100 m podczas Mistrzostw Afryki w Porto-Novo.
W 2015 został ukarany dwuletnią dyskwalifikacją za odmówienie poddania się kontroli antydopingowej (do 28 stycznia 2017).

## Rekordy życiowe
- Bieg na 100 metrów – 9,98 (12 kwietnia 2014, Pretoria) były rekord RPA
- Bieg na 200 metrów – 20,23 (17 kwietnia 2010, Potchefstroom)

W 2019 roku sztafeta 4 × 400 metrów z Magakwe na drugiej zmianie ustanowiła czasem 37,65 aktualny rekord Afryki.